# Chromosphaera perkinsii
Chromosphaera perkinsii Grau-Bové, 2017 è un organismo unicellulare, una specie di Ichthyosporea dell'ordine Dermocystida. A differenza della maggior parte degli ichthyosporea, che sono per lo più parassiti di pesci o altri animali, questo microrganismo è autotrofo, cioè in grado di provvedere autonomamente alle proprie esigenze nutritive.
L'organismo è stato scoperto nel 2017 nei sedimenti marini delle isole Hawaii. Recentemente (2024) un team dell'Università di Ginevra (UNIGE) ha osservato che questa specie alla fine del suo sviluppo forma aggregati multicellulari che presentano sorprendenti somiglianze con i primi stadi degli embrioni animali. Per tale ragione è considerato un elemento prezioso per lo studio dei meccanismi evolutivi che hanno permesso il passaggio dagli organismi unicellulari a quelli pluricellulari.